# Internationale Transportarbeiders Federatie
De International Transport Workers' Federation (ITF), in het Nederlands Internationale Transportarbeiders Federatie, is een internationale vakbondsfederatie.

## Geschiedenis
De vakbondsfederatie werd op 10 juni 1896 opgericht te Londen als International Federation of Ship, Dock and River Workers naar aanleiding van een stakingsactie bij dokwerkers te Rotterdam. Bij de stakers ontstond de vraag voor Europese steun bij hun actie. Die vraag werd beantwoord door Britse scheepsvakbondsleiders die een orgaan oprichtten om deze steun te organiseren, dat uitgroeide tot de ITF. Stichters waren onder meer de Britten Havelock Wilson (NSFU), Ben Tillett, Tom Mann (beiden DWRGLU) en de Zweed Charles Lindley. Hoewel aanvankelijk opgericht voor de maritieme industrie, werden later ook werknemers uit de weg-, spoorweg- en luchtvaarttransportsector in de ITF opgenomen. Dit resulteerde in 1898 tot de naamswijziging naar International Transport Workers' Federation (ITF). De Belgische Transportarbeidersbond (BTB) was een van de eerste leden van deze koepelorganisatie. Prominente leden van deze vakbond zoals Louis Major en Omer Becu namen sleutelposities binnen het ITF in en drukten hun stempel op de organisatie. 
De ITF voert al sinds 1948 strijd tegen de zogenaamde flags of convenience of goedkope vlaggen. Die stellen scheepseigenaars in staat om gemakkelijker bemanningsleden in lageloonlanden te werven. Bovendien laat de veiligheid op deze schepen vaak te wensen over, aangezien zij zich aan de veel minder strikte normen van hun vlaggenstaat dienen te houden. Hierdoor komen ongevallen en milieurampen aan boord van schepen met een flag of convenience veel vaker voor. Enkele bekende voorbeelden:
- De MV Erika, die onder de Maltese vlag voer, zonk in 1999 voor de Franse kust en verloor daar zo'n 10 000 ton olie.
- De Deepwater Horizon, een boorplatform met de Marshall Eilanden als vlaggenstaat. Na een ontploffing op 20 april 2010 zonk de Deepwater Horizon. Gedurende drie maanden kwamen dagelijks miljoenen liters ruwe aardolie in de Golf van Mexico terecht.

## Missie
De ITF verdedigt de belangen van transportvakbonden in bestuursorganen zoals de Internationale Arbeidsorganisatie (ILO), de Internationale Maritieme Organisatie (IMO) en de Internationale Burgerluchtvaartorganisatie (ICAO). Ook biedt ze informatie en advies aan de vakbonden omtrent de ontwikkelingen in de transportindustrie. Verder organiseert de ITF internationale solidariteitsacties bij conflicten tussen haar lidvakbonden en werkgevers of overheden.

## Structuur
Het hoofdkwartier van de organisatie is gevestigd in Londen, daarnaast zijn er regiokantoren in Nairobi, Ouagadougou, Tokio, New Delhi, Rio de Janeiro, Amman, Moskou en Brussel. 

### Bestuur
| Periode      | Voorzitter       |
| ------------ | ---------------- |
| 1893 - 1901  | Tom Mann         |
| 1901 - 1904  | Tom Chambers     |
| 1904         | Ben Tillett      |
| 1904 - 1916  | Hermann Jochade  |
|              |                  |
| 1920 - 1925  | Robert Williams  |
| 1925 - 1933  | Charlie Cramp    |
| 1933 - 1946  | Charles Lindley  |
| 1946 - 1947  | John Benstead    |
| 1947 - 1950  | Omer Becu        |
| 1950 - 1954  | Robert Bratschi  |
| 1954 - 1955  | Arthur Deakin    |
| 1955 - 1958  | Hans Jahn        |
| 1958 - 1960  | Frank Cousins    |
| 1960 - 1962  | Roger Dekeyzer   |
| 1962 - 1965  | Frank Cousins    |
| 1965 - 1971  | Hans Düby        |
| 1971 - 1986  | Fritz Prechtl    |
| 1986 - 1994  | Jim Hunter       |
| 1994 - 1998  | Eike Eulen       |
| 1998 - 2006  | Umraomal Purohit |
| 2006 - 2010  | Randall Howard   |
| 2010 - heden | Paddy Crumlin    |

| Periode      | Algemeen secretaris |
| ------------ | ------------------- |
| 1896         | Ben Tillett         |
| 1896         | Robert Peddie       |
| 1896 - 1904  | Tom Chambers        |
| 1904         | Ben Tillett         |
| 1904 - 1916  | Hermann Jochade     |
|              |                     |
| 1919 - 1942  | Edo Fimmen          |
| 1942 - 1950  | Jaap Oldenbroek     |
| 1950 - 1960  | Omer Becu           |
| 1960 - 1965  | Pieter de Vries     |
| 1965 - 1968  | Hans Imhof          |
| 1968 - 1977  | Charles Blyth       |
| 1977 - 1993  | Harold Lewis        |
| 1993 - 2014  | David Cockroft      |
| 2014 - heden | Stephen Cotton      |

#### Congressen
Het hoogste orgaan van de organisatie is het congres dat volgens Regel VI van de ITF Constitution om de vier jaar plaatsvindt. 
| Congres | Datum                        | Locatie    |
| ------- | ---------------------------- | ---------- |
| *       | 14 - 16 juni 1898            | London     |
| 1       | 19 - 21 september 1900       | Parijs     |
| 2       | 4 - 7 juli 1902              | Stockholm  |
| 3       | 14 - 17 augustus 1904        | Amsterdam  |
| 4       | 25 - 28 juni 1906            | Milaan     |
| 5       | 26 - 29 augustus 1908        | Wenen      |
| 6       | 23 - 27 augustus 1910        | Kopenhagen |
| 7       | 26 - 30 augustus 1913        | Londen     |
| 8       | 29 - 30 april 1919           | Amsterdam  |
| 9       | 15 - 19 maart 1920           | Kristiania |
| 10      | 18 - 22 april 1921           | Genève     |
| 11      | 2 - 6 oktober 1922           | Wenen      |
| 12      | 7 - 12 augustus 1924         | Hamburg    |
| 13      | 15 - 21 september 1926       | Parijs     |
| 14      | 19 - 24 juli 1928            | Stockholm  |
| 15      | 22 - 27 september 1930       | Londen     |
| 16      | 7 - 13 augustus 1932         | Praag      |
| 17      | 18 - 24 augustus 1935        | Kopenhagen |
| 18      | 31 oktober - 5 november 1938 | Luxemburg  |
| 19      | 6 - 11 mei 1946              | Zurich     |
| 20      | 19 - 24 juli 1948            | Oslo       |
| 21      | 21 - 29 juli 1950            | Stuttgart  |
| 22      | 16 - 23 juli 1952            | Stockholm  |

| Congres | Datum                        | Locatie     |
| ------- | ---------------------------- | ----------- |
| 23      | 16 - 24 juli 1954            | Londen      |
| 24      | 18 - 26 juli 1956            | Wenen       |
| 25      | 23 juli - 1 augustus 1958    | Amsterdam   |
| 26      | 20 - 29 juli 1960            | Bern        |
| 27      | 25 juli - 4 augustus 1962    | Helsinki    |
| 28      | 28 juli - 6 augustus 1965    | Kopenhagen  |
| 29      | 28 juli - 3 augustus 1968    | Wiesbaden   |
| 30      | 28 juli - 6 augustus 1971    | Wenen       |
| 31      | 7 - 15 augustus 1974         | Stockholm   |
| 32      | 21 - 29 juli 1977            | Dublin      |
| 33      | 17 - 24 juli 1980            | Miami       |
| 34      | 20 - 28 oktober 1983         | Madrid      |
| 35      | 31 juli - 8 augustus 1986    | Luxemburg   |
| 36      | 2 - 9 augustus 1990          | Firenze     |
| 37      | 4 - 11 augustus 1994         | Genève      |
| 38      | 30 juni - 2 juli 1996        | London      |
| 39      | 23 oktober - 5 november 1998 | New Delhi   |
| 40      | 14 - 21 augustus 2002        | Vancouver   |
| 41      | 2 - 9 augustus 2006          | Durban      |
| 42      | 5 - 12 augustus 2010         | Mexico-Stad |
| 43      | 10 - 16 augustus 2014        | Sofia       |
| 44      | 14 - 20 oktober 2018         | Singapore   |

## Gelieerde organisaties
De Europese afdeling is de Europese Transportarbeiders Federatie (ETF), daarnaast werkt het ITF nauw samen met het Internationaal Vakverbond (IVV). De internationale vakbondsfederatie verenigt 781 vakbonden en vakcentrales die de belangen behartigen van werknemers uit de transportsector in 155 landen. In totaal vertegenwoordigt de ITF zo'n 4,6 miljoen werknemers
In België zijn de Belgische Transportarbeidersbond (BTB), ACV Transcom, de Bond van Bedienden, Technici en Kaderleden (BBTK) en de Algemene Centrale der Openbare Diensten (ACOD) aangesloten. In Nederland zijn dit respectievelijk de  CNV Bedrijvenbond, FNV Bondgenoten, Nautilus NL en de Vakbond van Nederlands Cabinepersoneel (VNC).

## Historisch document
- Pamflet The International Movement: What is it, it's programme and policy (1897); Universiteit van Warwick